# 塞西莉亞公主 (瑞典)
瑞典的塞西莉亞（瑞典語：Cecilia av Sverige，1807年6月22日—1844年1月27日），奥尔登堡大公国大公夫人，瑞典國王古斯塔夫四世·阿道夫之幼女。

## 家庭
1831年，塞西莉亞公主與奥古斯特結婚，兩人共有三個兒子：
1. 赫爾佐格·馮·奧爾登堡亞歷山大·弗里德里希·古斯塔夫·馮·荷爾斯泰因-戈托普（1834年—1835年），夭折
2. 赫爾佐格·馮·奧爾登堡尼古拉斯·弗里德里希·奧古斯特·馮·荷爾斯泰因-戈托普（1836年—1837年），夭折
3. 歐登堡的埃利馬（1844年—1895年）